# Gage County
Gage County är ett administrativt område i delstaten Nebraska, USA, med 22 311 invånare. Den administrativa huvudorten (county seat) är Beatrice.  

## Geografi
Enligt United States Census Bureau så har countyt en total area på 2 227 km². 2 214 km² av den arean är land och 13 km² är vatten. 

### Angränsande countyn
- Lancaster County - norr
- Otoe County - nordöstra hörnet
- Johnson County - nordost
- Pawnee County - sydost
- Marshall County, Kansas - sydost
- Washington County, Kansas - sydväst

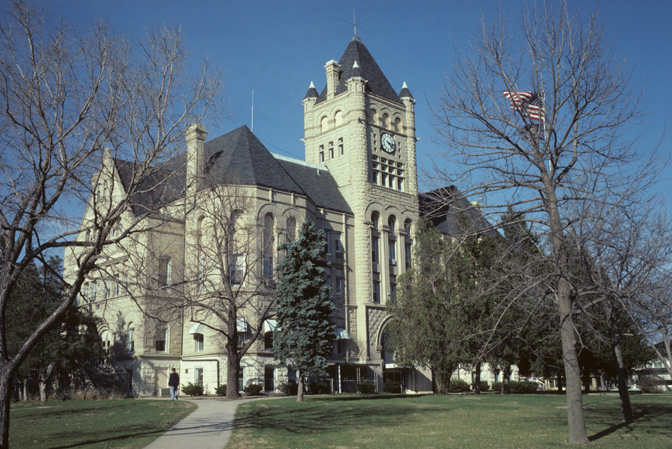
Gage County Courthouse in Beatrice.

- Jefferson County - väster
- Saline County - nordväst